# وانتابلک

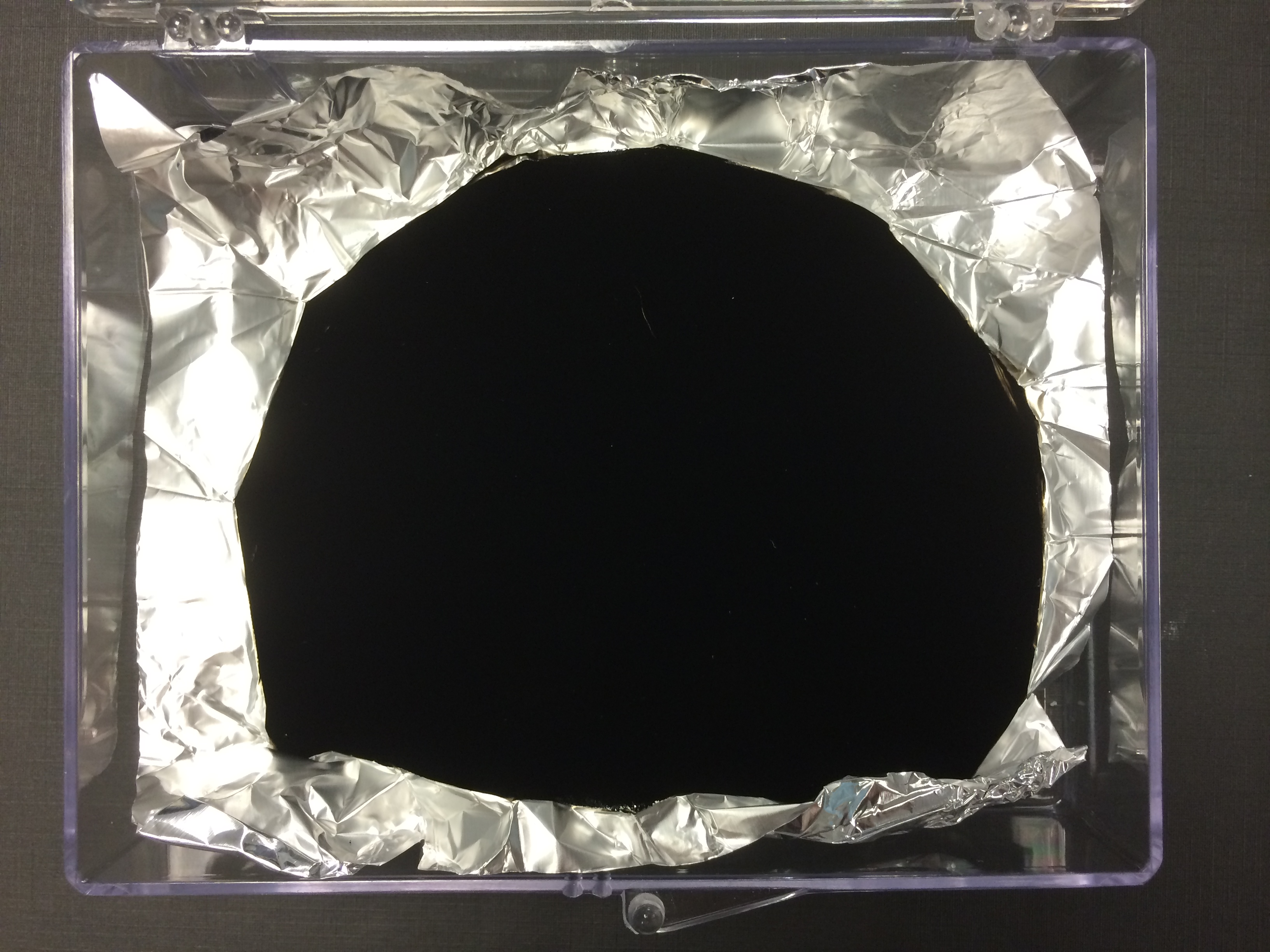
وانتابلک

وانتابلک (انگلیسی: Vantablack)(نام وانتابلک از اصطلاح Vertically Aligned NanoTube Arrays گرفته‌شده است)، یک ماده ساخته شده از نانولوله کربنی و سیاهترین ماده شناخته شده است که تنها ۰/۰۰۰۰۳۵ درصد از نور مرئی را بازمی‌تاباند.
وانتابلک در مرکز نانوسیستم‌های دانشگاه سوری ساخته شده‌است. سطح این ماده به اندازه‌ای سیاه است که طیف‌سنج‌های موجود نمی‌توانند شدت سیاهی آن را محاسبه کنند و حتی با تاباندن پرتو لیزری بسیار قدرتمند روی سطح آن هیچ نوری به سمت بیننده بازتابیده نمی‌شود.